# Faleria
Faleria är en ort och kommun i provinsen Viterbo i regionen Lazio i Italien. Kommunen hade 2 150 invånare (2018).